# Teorema da calvície
O teorema da calvície em astrofísica postula que toda as soluções resultantes em buracos negros das equações de Einstein-Maxwell da gravitação e do eletromagnetismo em relatividade geral podem ser completamente caracterizadas externamente por somente três parâmetros clássicos: massa, carga elétrica, e momento angular. Todas as outras informações sobre a matéria a qual formou um buraco negro ou está "caindo" nele, "desaparece" atrás do horizonte de eventos do buraco negro e é consequentemente permanentemente inacessível a observadores externos (ver também o paradoxo da informação em buracos negros). Portanto, o teorema da calvície sustenta que é impossível dizer se as duas estrelas teóricas que colapsam em dois buracos negros do mesmo tamanho, carga e rotação, mas que têm uma composição química inicial diferente eram inicialmente diferentes de um outro.

## Origem do nome
Esta teoria recebeu seu nome de um comentário do famoso astrofísico John Wheeler, que afirmou que “Black holes have no hair” (Buracos negros não têm cabelo). Carga magnética, se detectada como predita por algumas teorias, formaria o quarto parâmetro possuído por um buraco negro clássico.

## Exemplo
Por exemplo, se dois buracos negros são "construídos" então estes têm a mesma massa, cargas elétricas e momento angular, mas o primeiro buraco negro é feito de matéria ordinária enquanto o segundo é feito de antimatéria, eles são completamente indistinguíveis a um observador fora do horizonte de eventos. Nenhuma das pseudo-cargas especiais da física de partículas (bariônica, leptônica, etc.) são conservadas no buraco negro.

## Independência do referencial
Como muitas ideias baseadas na teoria geral da relatividade, o teorema da "calvície" é coerente somente com propriedades que sejam independentes do referencial (ponto de vista do observador). O teorema entretanto nada afirma sobre a posição de um buraco negro ou sua velocidade.

## Espaço-tempo tetradimensional
O teorema da "calvície" foi originalmente formulado para buracos negros dentro do contexto de uma espaço-tempo de quatro dimensões, obedecendo a equação de campo de Einstein da relatividade geral com constante cosmológica zero, na presença de campos eletromagnéticos, ou opcionalmente outros campos tais como campos escalares e massivos campos vetoriais (campos Proca, campos espinoriais, etc.).

## Extensões
O teorema tem sido estendido para incluir o caso onde a constante cosmológica é positiva (o que recentes observações têm levado a apoiar).
Carga magnética, se for detectada como previsto por algumas teorias, formaria o quarto parâmetro possuído por um buraco negro clássico.

## Contra-exemplos
Os contra-exemplos em que o teorema falha são conhecidos em dimensões do espaço-tempo superiores a quatro, na presença de campos não-abelianos de Yang-Mills, campos não-abelianos de Proca, alguns campos escalares não-minimamente acoplados ou skyrmions, ou, em algumas teorias de gravidade diferentes da relatividade geral de Einstein. No entanto, estas exceções são muitas vezes soluções instáveis e/ou não levam a números quânticos conservados de modo que "O 'espírito' da conjectura da calvície, no entanto, parece ser mantida". Foi proposto que buracos negros "peludos" podem ser considerados estados ligados de buracos negros sem pelos e sólitons.

## Buracos negros e gravitação quântica
O teorema da calvície não é formulado no espaço-tempo clássico da relatividade geral de Einstein, que presume-se ser infinitamente divisível sem estrutura de curto alcance e limitação ou correlações de curto alcance. Neste modelo, cada possível macroscopicamente definido buraco negro clássico corresponde a uma densidade infinita de microestados, cada um dos quais pode ser escolhido como similar, como desejado para qualquer um dos outros (daí a perda de informação).

### Entropia finita
Propostas para uma teoria da gravidade quântica acabam com essa imagem. Ao invés de ter um potencial infinito de capacidade de informação, sugere-se que a entropia de um buraco negro quântico deva ser um estritamente finito A/4, onde A é a área do buraco negro em unidades de Planck.
Junto com uma entropia finita (não infinita), os buracos negros quânticos adquirem um número finito (não-zero) de temperatura, e com ela a emissão de radiação de Hawking com um espectro de corpo negro característico desta temperatura. A nível estatístico, isso pode ser entendido como uma consequência da balanço detalhado, na sequência da suposta reversibilidade micro (unitariedade) da interação entre os estados quânticos do campo de radiação e os estados quânticos do buraco negro. Isto implica que, se os buracos negros podem absorver a radiação, eles devem, portanto, também emitem radiação, com uma característica do espectro de corpo negro da temperatura da parte relevante do sistema.

### Próximo ao horizonte dos eventos
De uma perspectiva diferente, se é certo que as propriedades de um buraco negro quântico devem corresponder a um nível mais amplo, mais ou menos a um buraco negro relativístico geral clássico, então acredita-se que a aparência e os efeitos da radiação de Hawking podem ser interpretados como "correções" quânticas à imagem clássica, como a constante de Planck é "ajustada" de distância de zero até h. Fora do horizonte de eventos de um buraco negro de tamanho astronômico essas correções são minúsculos. A densidade de informação clássica infinita é realmente uma aproximação muito boa para a entropia de buraco negro finito, mas grande, a temperatura do buraco negro é quase zero, e há muito poucas partículas de Hawking para interromper as trajetórias clássica.

### Dentro do horizonte dos eventos
Muito poucas alterações para uma partícula de teste para como o horizonte de eventos é atravessado; relatividade geral clássica ainda é uma boa aproximação para o resultado da gravidade quântica. Mas a partícula quanto mais cai numa gravidade assim, mais a temperatura Hawking aumenta, mais partículas Hawking há brotando da partícula teste, e maior se os seus desvios de uma trajetória clássica como a densidade cada vez mais limitada dos estados quânticos começam a ser atingidos. Em última análise, muito mais além, a densidade das "correções" quânticas se torna tão pronunciada que as variáveis clássicas deixam de ser bons números quânticos para descrever o sistema. Este fundo no buraco negro torna-se as forças gravitacionais quânticas, acima de tudo, que dominam as interações ambientais que determinam a adequada decoerência de estados para falar sensivelmente sobre o sistema. Adicionalmente a isso, o núcleo do sistema precisa ser tratado em seus próprios termos, especificamente quânticos.

### Um buraco negro quântico comparado a um buraco negro clássico
Desta forma, o buraco negro quântico ainda pode manter a visão tal como um buraco negro da relatividade geral clássica, e não apenas no horizonte de eventos, mas também para uma forma substancial em seu interior, apesar de realmente possuir apenas entropia finita.
Um buraco negro quântico só tem entropia finita e, portanto, presumivelmente existe um número limitado em um de estados correspondentes efetivos. Com referência a uma descrição minuciosa dos estados disponíveis, esta granularidade pode ser revelada. No entanto, tentar impor uma descrição puramente clássica representa uma projeção em um espaço muito maior, tornado possível presumivelmente por probabilidades fornecidas pela decoerência ambiental. Toda a estrutura implícita na entropia finita contra uma descrição quântica poderia então ser completamente removida pela enorme injeção de incerteza que essa projeção representa. Isto pode explicar porque, embora a radiação de Hawking tem a entropia como não nula, os cálculos têm sido até agora incapazes de relacionar isto com as flutuações de isotropia perfeita.